# Filarmónica Nacional de Lituania
La Filarmónica Nacional de Lituania (en lituano: Lietuvos nacionalinė filharmonija) es una agencia y sala de conciertos con sede en Vilna, la ciudad capital del país europeo de Lituania. Establecida en 1940 como Filarmónica Estatal de la República Socialista Soviética de Lituania, ha operado continuamente desde entonces, con la excepción de 1943. La sociedad fue designada una institución cultural nacional en 1998. La institución organiza festivales en Lituania, incluyendo el Festival de Vilna, Noche Serenatas (Nakties Serenados) en Palanga, junto con una serie de conciertos en Nida. Entre las agencias musicales con las que trabaja están la Orquesta Sinfónica Nacional de Lituania, el cuarteto MK Čiurlionis y el Cuarteto de Cuerdas de Vilna.